# Gregorio Escobar García
Gregorio Escobar García OMI (* 12. September 1912 in Estella; † 28. November 1936 in Paracuellos de Jarama) war ein spanischer Oblate der Makellosen Jungfrau Maria.
Am 15. August 1930 legte er seine ersten Gelübde in der Gemeinschaft der Oblaten ab. In der Folge lebte er im Studienhaus der Oblaten in Pozuelo, wo er seine Studien absolvierte. 1934 musste er diese für den Militärdienst unterbrechen, konnte aber am 26. November 1935 seine Ewigen Gelübde ablegen. Am 6. Juni 1936 empfing er in Madrid die Priesterweihe. Zusammen mit seinen Mitbrüdern wurde er im Zuge des Spanischen Bürgerkriegs am 22. Juli 1936 im Kloster der Oblaten in Pozuelo von bewaffneten Milizen unter Arrest gestellt, aber bereits drei Tage später wieder freigelassen. Am 15. Oktober desselben Jahres wurde er wieder inhaftiert und am 28. November 1936 zusammen mit zwölf seiner Mitbrüder hingerichtet.
Die Seligsprechung der 22 spanischen Märtyrer der Oblaten, darunter auch Gregorio Escobar García, erfolgte am 17. Dezember 2011 in der Kathedrale von Madrid.